# Becquigny (Somma)
Becquigny – miejscowość i gmina we Francji, w regionie Hauts-de-France, w departamencie Somma.
Według danych na rok 1990 gminę zamieszkiwało 97 osób, a gęstość zaludnienia wynosiła 16 osób/km² (wśród 2293 gmin Pikardii Becquigny plasuje się na 900. miejscu pod względem liczby ludności, natomiast pod względem powierzchni na miejscu 778.).